# بور (نيجني نوفغورود)
بور (بالروسية: Бор) هي مدينة في مقاطعة نيجني نوفغورود أوبلاست في روسيا.